# لوبيلية إسفينية الأوراق
لوبيلية إسفينية الأوراق (الاسم العلمي:Lobelia cuneifolia) هي نوع من النباتات تتبع جنس اللوبيلية من الفصيلة الجريسية.